# Kuźnia Raciborska
Kuźnia Raciborska (in tedesco Ratiborhammer) è un comune urbano-rurale polacco del distretto di Racibórz, nel voivodato della Slesia.
Ricopre una superficie di 126,84 km² e nel 2004 contava 12 283 abitanti.